# Lavia frons
Lavia frons là một loài động vật có vú trong họ Dơi ma, bộ Dơi. Loài này được E. Geoffroy mô tả năm 1810.

## Hình ảnh

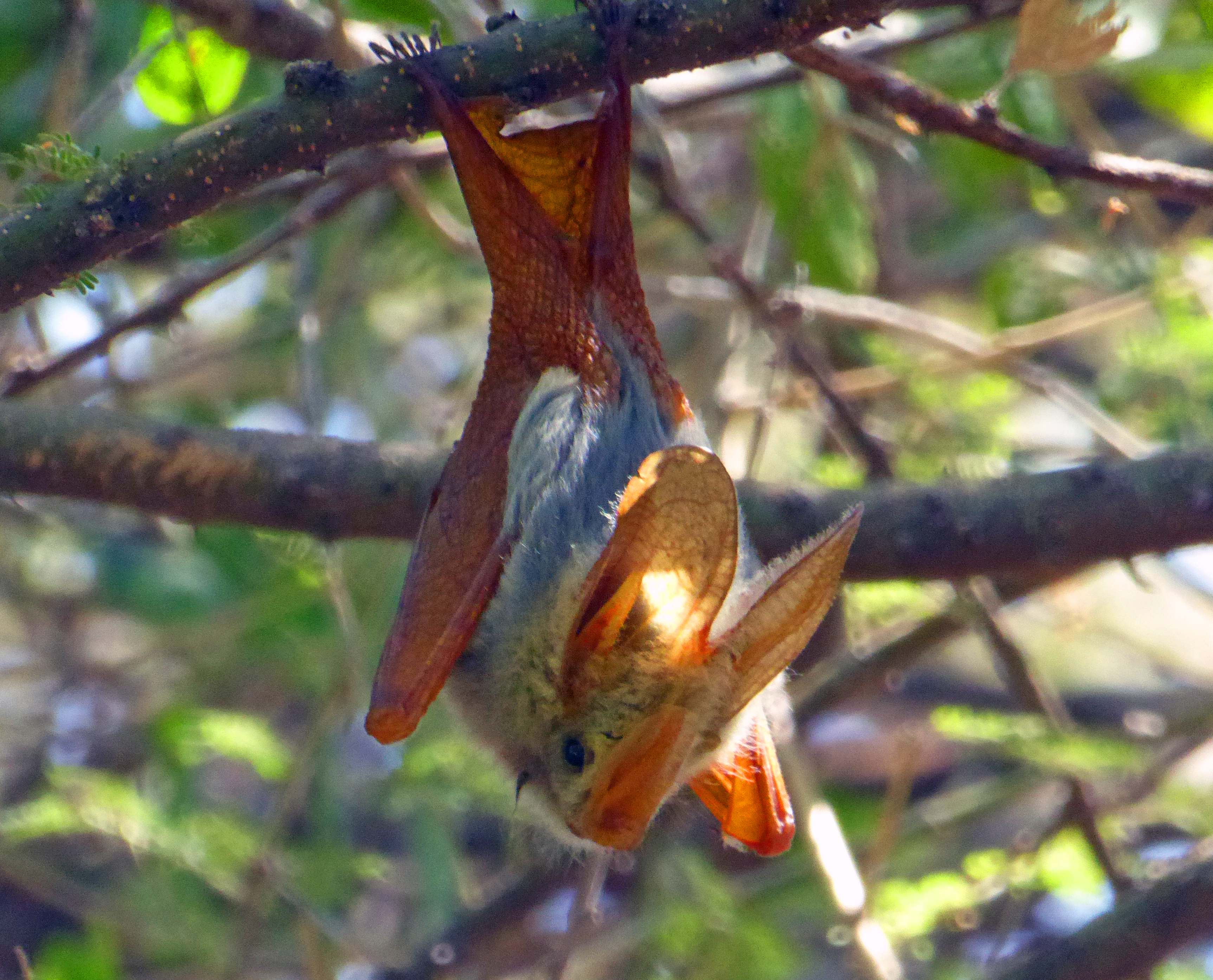